# Montafonerbahn (Unternehmen)

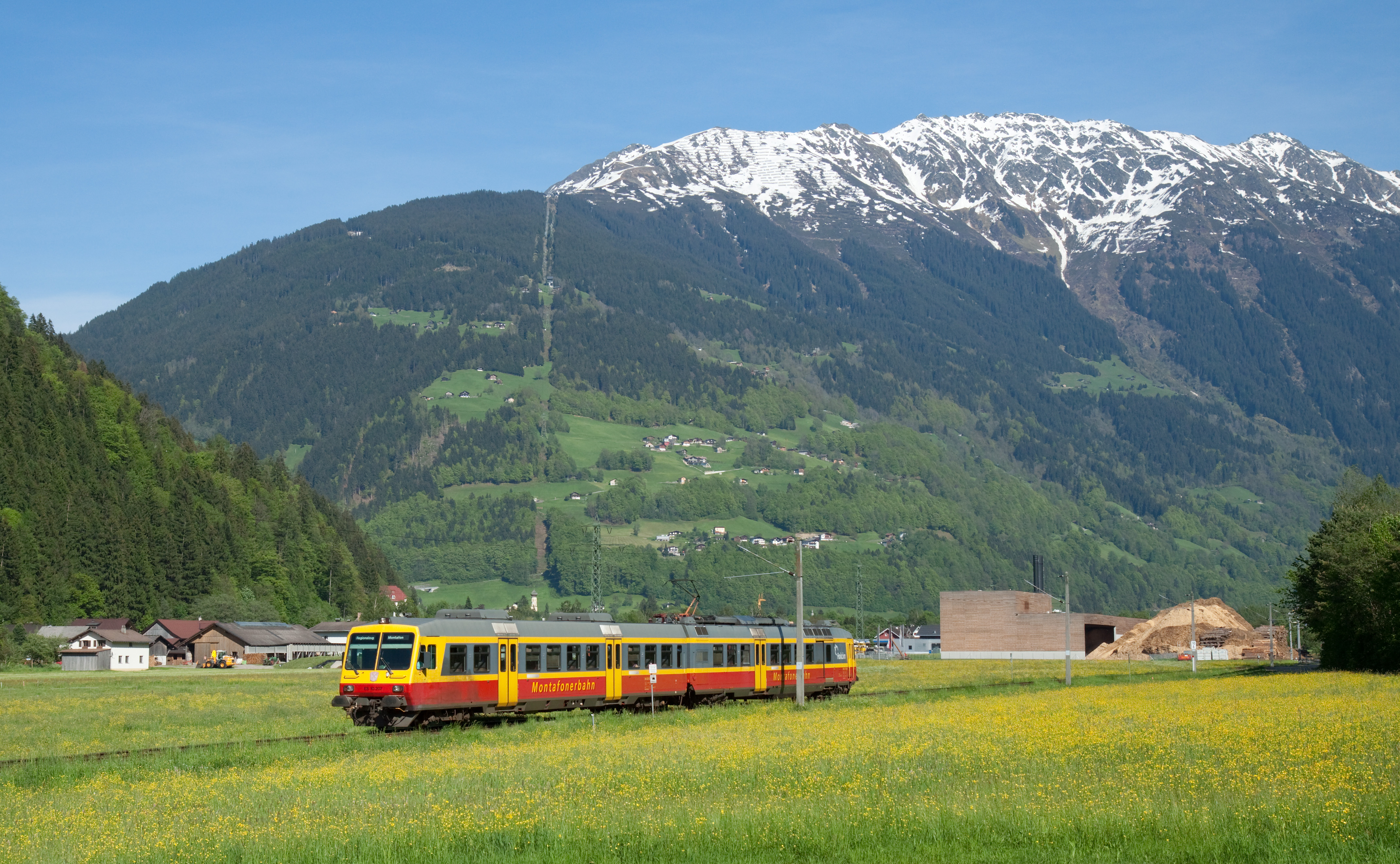
Ein Triebwagen der Montafonerbahn bei Tschagguns

Die Montafonerbahn AG, abgekürzt MBS, ist ein privatrechtlich organisiertes Verkehrsunternehmen im österreichischen Bundesland Vorarlberg. Dort betreibt sie die Bahnstrecke Bludenz–Schruns im Montafon als Eisenbahninfrastrukturunternehmen und ist als Eisenbahnverkehrsunternehmen über ihre eigene Strecke hinaus tätig.
Als Energieversorgungsunternehmen betreibt die Montafonerbahn AG das Litzkraftwerk und das örtliche Stromverteilnetz. Ein weiterer Geschäftszweig ist das Verteilernetz für Telefon, Kabel-TV und Internet.
Die Montafonerbahn-Aktiengesellschaft wurde 1906 in Schruns gegründet. Hauptaktionär ist heute der Stand Montafon mit 54,52 Prozent. 11,46 Prozent sind im Eigentum der illwerke vkw AG, 11,22 Prozent im Eigentum des Landes Vorarlberg und 22,8 Prozent der Aktien sind im Streubesitz.

## Geschichte und Unternehmungen
Die Planung zur Gründung des Unternehmens begann mit der Eröffnung der Arlbergbahn im Jahr 1884. Maßgeblich daran beteiligt waren der Standesrepräsentant und Sternen-Wirt Jakob Stemer sowie der Mühlen-Besitzer Wilhelm Mayer.

### Litzkraftwerk seit 1895
Am 1. April 1895 wurde mit dem Bau des Litzkraftwerks im Tobel (Silbertal) begonnen, und im Dezember des gleichen Jahres brannte im Gasthof Krone in Schruns bereits das erste elektrische Licht des Tales. 1904 erwarb die in der Gründung befindliche Montafonerbahn Aktiengesellschaft das E-Werk.
1996 bis 1998 wurde das Litzkraftwerk, das für den modernen Betrieb unterdimensioniert war, an anderem Standort neu erbaut und das alte stillgelegt.

### Montafonerbahn seit 1905

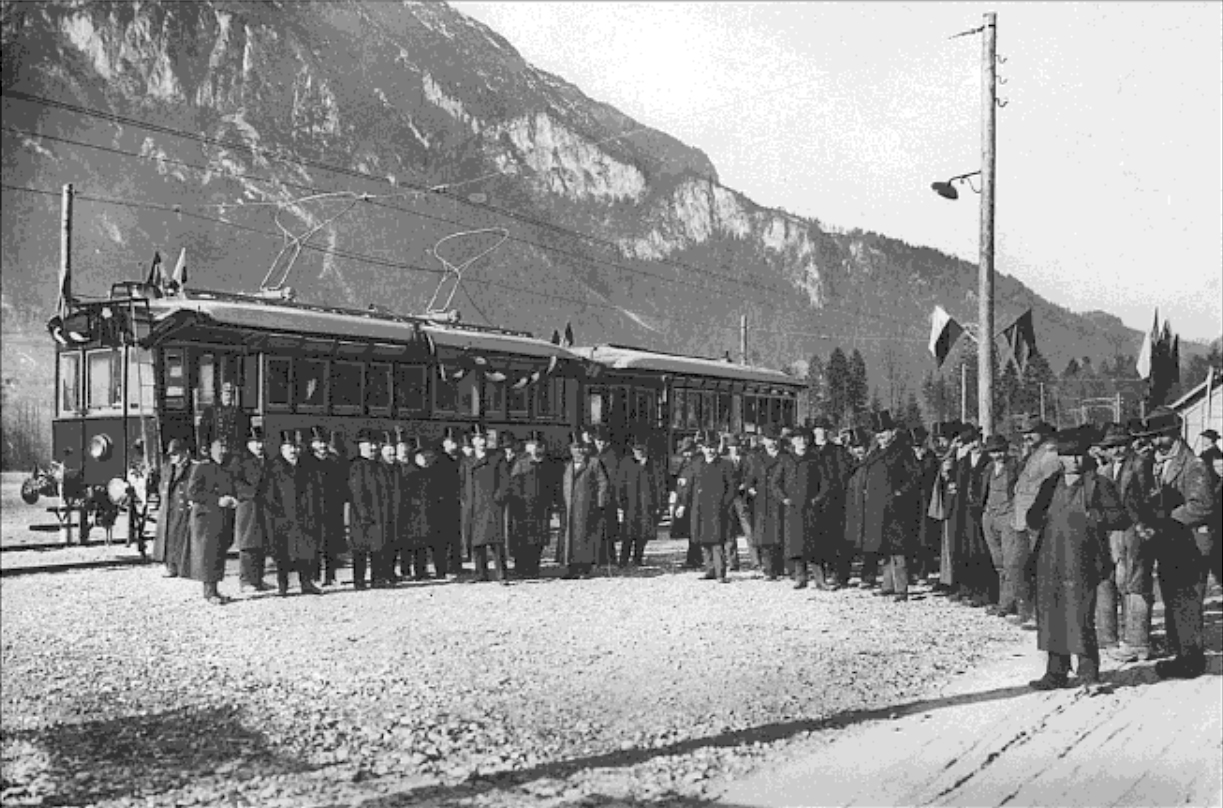
Geschmückte Zuggarnitur zur Eröffnung am 18. Dezember 1905 im Bahnhof St. Anton im Montafon

Mit der Eröffnung am 18. Dezember 1905 erschloss die 12,8 Kilometer lange Bahnstrecke Bludenz–Schruns das Montafon. Damit ging mit der Bahnlinie Bludenz-Schruns eine der ersten elektrisch betriebenen Normalspur-Lokalbahnen der österreichisch-ungarischen Monarchie in Betrieb. 1906 wurde die Montafonerbahn-Aktiengesellschaft gegründet. Die Betriebsführung der Montafonerbahn erfolgte anfangs durch die österreichischen Staatsbahnen (kkStB, DÖStB, ÖStB, BBÖ). 1926 übernahm die Montafonerbahn AG die Strecke in den Eigenbetrieb.
In den 1990er-Jahren wurde das Unternehmen in den Verkehrsverbund Vorarlberg (VVV) integriert. Ab 2005 verkehren MBS-Triebwagen im Auftragsverkehr auch auf ÖBB-Strecken, wobei im Rahmen eines Kilometerausgleichs für diese Leistungen ÖBB-Garnituren auf der Montafonerbahn zum Einsatz kamen. Im Dezember 2020 ging der Einsatz von eigenen Triebwagen zu Ende, stattdessen kommen nun im Personenverkehr ausschließlich ÖBB-Fahrzeuge zum Einsatz.

### Güterbahnhof Tschagguns nach 1961
Außerdem übernahm die Montafonerbahn AG die Reste der Bahnstrecke Tschagguns–Partenen der Illwerke, die heute als Güterbahnhof und Verladestation in Tschagguns verwendet werden. Eine Wiedererrichtung der Strecke Richtung Gaschurn und Partenen wurde zuletzt in den 1980er Jahren untersucht, aber nicht umgesetzt.
Im Mai 2013 wurde der Güterbahnhof zur Gänze abgetragen, das frühere Bahngelände planiert und steht nun als Gewerbefläche zur Verfügung.

### Omnibusverkehr seit 2005
2005 übernahm die mbs mit der Gründung der mbs Bus GmbH den öffentlichen Busverkehr im Montafon mit zehn Bussen und einer Verkehrsleistung von etwa 500.000 Jahreskilometern. 2008 verkehrten bereits 18 Omnibusse der mbsBus durch das Montafon. Auch diese gehören zum Verkehrsverbund mit einheitlichem Ticketsystem und Tarifmodell.

### mbs-Beteiligungs GmbH
Die mbs-Beteiligungs GmbH, eine Tochtergesellschaft der Montafonerbahn, übernahm im Jahr 2006 die Firma Elektro Decker in Weiler und beteiligte sich an der Naturwärme-Montafon GmbH. 2020 wurde die Beteiligung an der Naturwärme-Montafon GmbH veräußert.

### Organisatorische Leitung
- Rudolf Juen (um 1958)
- Guntram Juen (um 1976)
- Stefan Wehinger (um 2002)
- Bertram Luger (2004 bis 2018)
- Ekkehard Nachbaur (ab 2019)[9]